# 20 złotych 600. rocznica urodzin Jana Długosza
20 złotych 600. rocznica urodzin Jana Długosza – polski banknot kolekcjonerski o nominale dwudziestu złotych, wprowadzony do obiegu 24 sierpnia 2015 roku.

## Awers
W centralnej części awersu znajduje się wizerunek Jana Długosza (według Jana Matejki) z napisem JAN DŁUGOSZ 1415 – 1480, napis Narodowy Bank Polski oraz polskie godło. Na lewej stronie awersu znajduje się nominał, znaczenie dla niewidomych (wytłoczone XX), kod 2D typu DataMatrix, napis 1415 oraz numer seryjny banknotu. Na prawej stronie awersu banknotu znajduje się numer seryjny banknotu oraz nominał banknotu.

## Rewers
W centralnej części rewersu znajduje się wizerunek katedry na Wawelu. Na lewej stronie rewersu znajduje się herb Wieniawa (Wieniawa była herbem Jana Długosza) oraz nominał banknotu. Na prawej stronie rewersu znajduje się znak wodny, element wykonany techniką grawerowania laserowego, nominał banknotu, napis 1415 wykonany w technice recto-verso oraz napis NARODOWY BANK POLSKI.

## Nakład
Polska Wytwórnia Papierów Wartościowych wydrukowała 30 000 banknotów (co czyni ten banknot wydrukowanym w najmniejszym nakładzie polskim banknotem kolekcjonerskim), o wymiarach 138 × 69 mm, według projektu Andrzeja Heidricha. Autorami rytów znajdujących się na banknocie są Justyna Kopecka i Krystian Michalczuk.

## Opis
Jest to 7. banknot kolekcjonerski wydany przez PWPW. Upamiętnia 600. rocznicę urodzin Jana Długosza.

## Zabezpieczenia
Banknot ma zabezpieczenia takie jak:
- znak wodny (polskie godło)
- mikrodruk
- wklęsłodruk
- oznaczenie dla niewidomych (wytłoczone XX)
- recto-verso
- kod 2D typu DataMatrix
- element wykonany techniką grawerowania laserowego
- nitka zabezpieczająca
- znak UV
- farba zmienna optycznie